# NGC 126
NGC 126 es una galaxia lenticular localizada en la constelación de Piscis con una magnitud absoluta. Fue descubierta el 4 de noviembre de 1850 por Bindon Stoney, el mismo día que descubrió NGC 127 y NGC 130.
Dreyer la describe como "muy débil, pequeña, un poco extendida". La posición precede a RA 00h 29m 08,1s, Dec +02º 48' 40", aproximadamente 0,8 minutos de arco al suroeste de la galaxia y no hay nada más cerca, por lo que la identificación es razonablemente segura.
Su velocidad de recesión de 4.045 km/seg y su tamaño aparente de aproximadamente 0,6 por 0,55 minutos de arco, indican que es miembro del grupo de galaxias NGC 128, que también incluye a NGC 127 y NGC 130.